# 日光市の歌
「日光市の歌」（にっこうしのうた）は、日本の栃木県日光市が制定した市歌である。以下の2代が存在する。
1. 1969年（昭和44年）10月5日制定[2]。日光市の歌制定委員会選定、補作・二条冬詩夫、作曲・船村徹。
2. 2011年（平成23年）3月20日制定[1]。作詞・松島賢一、補作・喜多條忠、作曲・船村徹。

現在の市歌は2.である。本記事では、1.を制定した（旧）日光市の前身に当たる上都賀郡日光町が制定していた町民歌および、日光市と合併した自治体の市町村歌についても解説する。

## 解説

### 前史
市制施行以前の上都賀郡日光町では、1937年（昭和12年）に「日光町民歌」（にっこうちょうみんか）を制定していた。作詞は当時の町長であった清水秀が「清水比庵」の名義により自ら行ったもので、作曲は東京府北多摩郡狛江村（現在の狛江市）の僧侶で戦前・戦後を通じ童謡作家として活動した今村まさる（1910年 - 1984年）。
全3番の歌詞と数字譜が制定年の10月に刊行された『日光史』の巻末に収められており「昭和十二年春出来る」の注釈が添えられている。

### 初代
初代「日光市の歌」は、1969年（昭和44年）の市制15周年および前年の明治百年記念事業として制定された。歌詞の懸賞募集は栃木県内居住者に応募資格を限定し、108篇（内1篇は県外から応募のため無効）から入選1篇と佳作3篇が選出された。入選者は市内東中学校2年生の蓬田秀雄であったが、日本コロムビアが委託製造したソノシート（規格品番：PCD-6）では個人名がクレジットされず「日光市の歌制定委員会選定」名義で審査委員の二条冬詩夫が補作した扱いとなっている。
作曲は塩谷町出身の船村徹に依頼され、地元出身の新人歌手であった尾瀬ひかるが創唱者に選ばれた。発表演奏は10月5日に日光市公会堂で開催され、来場者を対象に1枚100円でソノシートを頒布している。このソノシートのB面曲は船村の作曲、横井弘の作詞で青山和子が歌唱する「青い高原」であった。

### 2代目
（旧）日光市は平成の大合併において今市市、上都賀郡足尾町、塩谷郡藤原町および栗山村と新設合併し、2006年（平成18年）3月20日を以て（新）日光市が発足した。日光地区合併協議会においては、市歌の取り扱いにつき「新市において新たに定める」ことが取り決められたため、合併当日を以て（旧）日光市が制定した「日光市の歌」は失効・廃止の扱いとなった。
2011年（平成23年）3月20日、合併5周年を記念して廃止された旧市歌と同名の「日光市の歌」が新たに制定された。歌詞の懸賞募集では旧市歌と異なり応募資格を県内在住者に限定せず、県内79篇・県外120篇の計199篇から県内在住で4年前に「佐野市歌」で入選歴のある松島賢一の応募作が採用された。作曲は旧市歌に引き続き船村徹に依頼され、制定から2年後の2013年（平成25年）に日本コロムビアが今市少年少女合唱団の歌唱する市歌と市民音頭「日光SUN・SUN音頭」を収録したCD（GES-14429）を委託製造した。日光市役所では、市歌の演奏機会について「学校音楽祭や市主催の行事・式典等で歌われている。庁内放送（就業前）にも使用している」とする。

## 旧市町村歌
以下は（旧）日光市と合併した市町村の自治体歌である。日光地区合併協議会の取り決めに基づき、現在は全て「地域の歌」として継承されることも無く失効・廃止されている。
なお足尾町では大正期に制定された町歌が戦後に廃れており、同時期に作成されたと伝わる愛唱歌「足尾の四季」や1933年（昭和8年）にSPレコードが発売された同名映画主題歌「足尾行進曲」（作詞：向田景夫、作曲：中野耕之助）、その他に「足尾音頭」「直利音頭」などのご当地ソングが主に歌われている。
今市市民の歌
1975年（昭和50年）1月制定。
足尾の歌
1924年（大正13年）制定。歌詞は足尾町選定、作曲は小松平五郎。2006年（平成14年）に作成されたCD『足尾の四季 〜鉱都足尾 歌の記録〜』でトラック4に収録。
藤原町町民の歌
1974年（昭和49年）6月15日制定。
栗山村民の歌
1990年（平成2年）4月25日制定。